# Warren L. McCabe
Warren Lee McCabe (* 7. August 1899 in Bay City, Michigan; † 24. August 1982 in Black Mountain, North Carolina) war ein US-amerikanischer Chemieingenieur.

## Leben
Nach dem Abschluss der High School war McCabe zunächst bei einem Unternehmen zur Holzdestillation tätig. Später studierte er an der University of Michigan Chemieingenieurwesen und erlangte 1922 den Bachelor of Science und ein Jahr später den Master of Science. Im Jahr 1928 machte er dort auch seinen Ph.D. McCabe lehrte von 1923 bis 1925 am Massachusetts Institute of Technology, 1925 am Worcester Polytechnic Institute, von 1925 bis 1936 an der University of Michigan und von 1936 bis 1947 am Carnegie Institute of Technology. Ab 1938 leitete er dort auch die Abteilung für Chemieingenieurwesen. Nachdem er zwischenzeitlich für die Flintcote Company tätig war, lehrte er von 1953 bis 1964 am Polytechnic Institute of Brooklyn und von 1964 bis 1972 an der North Carolina State University.
McCabe veröffentlichte 1930 zusammen mit W. L. Badger das Buch Elements of Chemical Engineering. 1956 folgte zusammen mit J. C. Smith Unit Operations of Chemical Engineering. Das McCabe-Thiele-Verfahren, eine grafische Methode für den Entwurf von Rektifikationskolonnen, ist nach Warren L. McCabe und Ernest W. Thiele benannt. McCabe wurde 1971 Mitglied des American Institute of Chemical Engineers und wurde 1977 in die National Academy of Engineering gewählt. Er war außerdem Mitglied bei Tau Beta Pi, Sigma Xi, der American Chemical Society, der American Society of Engineering Education und der American Society of Mechanical Engineers.